# Sainte-Hélène (Saône-et-Loire)
Sainte-Hélène ist eine französische Gemeinde mit 510 Einwohnern (Stand 1. Januar 2022) im Département Saône-et-Loire in der Region Bourgogne-Franche-Comté (vor 2016 Bourgogne). Die Gemeinde gehört zum Arrondissement Chalon-sur-Saône und zum Kanton Givry (bis 2015 Buxy).
Eine Jumelage besteht seit 2001 mit Aspisheim (Rheinland-Pfalz).

## Lage
Sainte-Hélène liegt etwa 17 Kilometer westsüdwestlich von Chalon-sur-Saône am Guye. Umgeben wird Sainte-Hélène von den Nachbargemeinden Châtel-Moron im Norden und Nordwesten, Jambles im Norden und Nordosten, Moroges im Osten, Bissey-sous-Cruchaud im Südosten, Sassangy im Süden, Marcilly-lès-Buxy im Südwesten sowie Villeneuve-en-Montagne im Westen.
Durch die Gemeinde führt die Route nationale 80.

## Bevölkerung
| Jahr                      | 1962 | 1968 | 1975 | 1982 | 1990 | 1999 | 2006 | 2011 | 2016 |
| ------------------------- | ---- | ---- | ---- | ---- | ---- | ---- | ---- | ---- | ---- |
| Einwohnerzahl             | 261  | 219  | 220  | 293  | 289  | 399  | 410  | 459  | 519  |
| Quelle: Cassini und INSEE |      |      |      |      |      |      |      |      |      |

## Sehenswürdigkeiten
- Kirche Saint-Symphorien